# 김재혁 (가수)
김재혁(1989년 ~ )은 대한민국의 가수다. 2020년 싱글 [똑똑똑]으로 정식 데뷔했다.

## 학력
- 충북예술고등학교
- 전북대학교

## 방송
- 트로트 엑스 (2014) - Top16
- 내일은 미스터트롯 (2020) - Top47
- 트롯 전국체전 (2020) - Top87
- 헬로트로트 (2021) - Top42(41위)
- 불타는 트롯맨 (2022) - Top100

## 음반
- 똑똑똑 (2020)

## 영화
- 남과 여 (2016) - 재석 TV프로사회자 역

## 공연
- 애플그린을 먹다 (2010)
- 운현궁 로맨스 (2012~2013)

## 수상
- 순천 팔마고수대회 최우수상 (2007)
- 전국 국악경연 대회 문화부 장관상